# Brahma Sahampati
Brahma Sahampati was een hoge goddelijkheid van de Brahma wereld. Hij was degene die de nieuwe Boeddha verzocht om de Leer te verkondigen.